# 異鱗美洲鱥
異鱗美洲鱥（學名：Notropis heterolepis），為輻鰭魚綱鯉形目雅羅魚科的其中一種，分布於北美洲加拿大哈德遜灣沿岸、新斯科細亞省至薩斯喀徹溫省、五大湖南至美國俄亥俄州、密蘇里州流域，本魚呈長橢圓形且側扁，眼大、口近下位，體背部暗黃色，腹部顏色較淡，身體有2條黑色橫紋，尾鰭叉形，體長可達9.8公分，棲息在水溫較低、植被生長茂密、沙底質的溪流，生活習性不明。